# Plankenstein
Plankenstein – szczyt w paśmie Bayerische Voralpen, części Alp Wschodnich. Leży w Niemczech, w Bawarii.